# 粕谷雄太
粕谷 雄太（かすや ゆうた、1985年12月25日 - ）は、日本の男性声優。東京都東大和市出身。青二プロダクション所属。

## 経歴
子供の頃からテレビアニメ『機動戦士ガンダム』が好きで声優を目指した。
青二塾東京校25期生。

## 人物
趣味・特技は草野球、バスケ、ダンス。

## 出演
太字はメインキャラクター。

### テレビアニメ
2005年
- ガイキング LEGEND OF DAIKU-MARYU（高校生）

2006年
- ONE PIECE（2006年 - 2021年、男、バオ、オレナミ、シャーロット・ニューサン、河松〈子供〉 他）
- 冒険王ビィト エクセリオン（天撃隊員）
- まじめにふまじめ かいけつゾロリ（客）
- 出ましたっ!パワパフガールズZ（男子生徒）
- 貧乏姉妹物語（生徒たち、男子生徒）
- 神様家族（中村タカシ、岡野）
- ケモノヅメ（少年、鬼封剣若手A）

2007年
- おとぎ銃士 赤ずきん（ドワーフ）
- 祝!(ハピ☆ラキ)ビックリマン（村人）
- モノノ怪 「化猫」（乗客）

2008年
- ゲゲゲの鬼太郎（第5作）（男性客、グレムリン、青年、さら小僧2）
- 地獄少女 三鼎（2008年 - 2009年、蒲生高道、男の子）
- ねぎぼうずのあさたろう（丁稚、忍者）

2009年
- アラド戦記〜スラップアップパーティー〜（手下〈3〉）
- こんにちは アン 〜Before Green Gables（マイケル）
- しゅごキャラ!!どきっ（藤田）
- 戦場のヴァルキュリア（幼少ウェルキン）

2010年
- あそびにいくヨ!（普久原聡）

2011年
- 異国迷路のクロワーゼ The Animation（アラン〈幼少〉）
- デジモンクロウォーズ 時を駆ける少年ハンターたち（部員A、ノボル）

2014年
- アオハライド（男子中学生）
- プリパラ（2014年 - 2017年、雨宮春希、アミヤ）
- ワールドトリガー（2014年 - 2022年、男子、時枝充） - 3シリーズ
- オレカバトル（イムホテプ）
- 大怪獣ラッシュ ウルトラフロンティア（チブル星人 チブローダーストロング ）

2015年
- ドラゴンボール改（オバケ）
- GANGSTA.（コルト）

2016年
- 刀剣乱舞-花丸-（2016年 - 2018年、五虎退） - 2シリーズ

2017年
- デジモンユニバース アプリモンスターズ（カリキュモン）
- ドラえもん（テレビ朝日版第2期）（2017年 - 2019年、のぞみ実現機、若者、少女の兄、青年）
- アイドルタイムプリパラ（ティファちゃん）

2018年
- 忍たま乱太郎（忍術塾卒業生）
- クレヨンしんちゃん（2018年 - 2024年、イケメンA、店員A、Tシャツ男、お笑い芸人A、酒巻くん 他）
- カードファイト!! ヴァンガード（2018年 - 2019年、赤堀） - 2シリーズ
- 僕のヒーローアカデミア（2018年 - 2023年、真堂揺） - 2シリーズ
- ムヒョとロージーの魔法律相談事務所（怨霊、生徒）
- ゲゲゲの鬼太郎（第6作）（あかなめ）
- 爆釣バーハンター（2018年 - 2019年、鮭内ケイジ）

2019年
- 聖闘士星矢 セインティア翔（アンドロメダ星座の瞬）

2022年
- ラブオールプレー（野々村悟）
- デジモンゴーストゲーム（ゴツモン）

2023年
- カワイスギクライシス（学生）
- 東京ミュウミュウ にゅ〜♡（男性）

2024年
- 刀剣乱舞 廻 -虚伝 燃ゆる本能寺-（五虎退）

2025年
- 妖怪学校の先生はじめました!（記者）

### 劇場アニメ
- ONE PIECE THE MOVIE カラクリ城のメカ巨兵（2006年）
- ONE PIECE エピソードオブアラバスタ 砂漠の王女と海賊たち（2007年）
- アシュラ（2012年）
- 映画プリパラ み〜んなのあこがれ♪レッツゴー☆プリパリ（2016年、ティファちゃん）

### OVA
2005年
- 聖闘士星矢 冥王ハーデス冥界編（アンドロメダ瞬）

2006年
- 今日の5の2 2学期（タロウ）

2008年
- 聖闘士星矢 冥王ハーデスエリシオン編（アンドロメダ瞬）
- ないしょのつぼみ（男子A）

2014年
- アオハライド（男子中学生）※原作単行本第11巻OAD付き限定版

2017年
- 蒼き雷霆 ガンヴォルト（メラク）

### Webアニメ
- スーパードラゴンボールヒーローズ 宇宙騒乱編プロモーションアニメ（2019年、オレン）

### ゲーム
2006年
- THE ロボットつくろうぜっ! 激闘!ロボットファイト（新垣コタロウ、猪原シンゴ）

2007年
- VitaminX（大樹）
- 神曲奏界ポリフォニカ Memories White（ピース）
- DEAR My SUN!!〜ムスコ★育成★狂騒曲〜（服部空多）
- 聖闘士星矢 冥王ハーデス十二宮編（アンドロメダ瞬）

2008年
- ルーンファクトリー2（アルス）
- DUEL LOVE 恋する乙女は勝利の女神（立花智彦）
- ペルソナ4（ガソリンスタンドの店員）
- マージナルプリンス2 〜色とりどりの花束を〜（シノブ・ペンドルトン）

2009年
- テイルズ オブ ザ ワールド レディアント マイソロジー2（ビクター）
- 龍が如く3（宏次）
- 仮面ライダー クライマックスヒーローズ シリーズ（2009年 - 2012年、仮面ライダー電王〈野上良太郎〉） - 5作品
- 誰にでも裏がある 〜True or Lie?〜（ハル）

2010年
- ゴッドイーター（プレイヤーボイス、一般神機使い、小川シュン）
- 龍が如く4 伝説を継ぐもの
- STORM LOVER
- ゴッドイーター バースト（プレイヤーボイス）

2011年
- 聖闘士星矢戦記（アンドロメダ瞬）

2012年
- ペルソナ4 ザ・ゴールデン（ガソリンスタンドの店員）
- 新・剣と魔法と学園モノ。刻の学園

2013年
- 仮面ライダー バトライド・ウォー（2013年 - 2016年、仮面ライダー電王〈野上良太郎〉） - 3作品
- 聖闘士星矢 ブレイブ・ソルジャーズ（アンドロメダ瞬）
- VitaminR（雷神丸）

2014年
- 蒼き雷霆 ガンヴォルト（2014年 - 2022年、メラク） - 2作品
- Vinculum Hearts 〜アイリス魔法学園〜（シリル＝グランディ）
- モンスター烈伝 オレカバトル（クルースニク）
- 仮面ライダー サモンライド!（仮面ライダー電王）

2015年
- 刀剣乱舞（五虎退）
- 聖闘士星矢 ソルジャーズ・ソウル（アンドロメダ瞬）
- ゴッドイーターリザレクション（プレイヤーボイス）

2016年
- オール仮面ライダー ライダーレボリューション（仮面ライダー電王〈野上良太郎〉）
- デジモンワールド -next 0rder-（タクト）
- ドラゴンボールフュージョンズ
- ドラゴンボール ゼノバース2（タイムパトローラー）
- 龍が如く6 命の詩。（宏次）

2017年
- 仮面ライダー クライマックスファイターズ（2017年 - 2018年、仮面ライダー電王〈野上良太郎〉） - 2作品

2019年
- スーパードラゴンボールヒーローズ（オレン）

2020年
- ぷよぷよ!!クエスト（アンドロメダ星座の瞬）
- 聖闘士星矢 ライジングコスモ（アンドロメダ星座 瞬）

2021年
- サンクタス戦記-GYEE-（ハク）
- ソロモンプログラム（クルースニク）

2024年
- カルドアンシェル（メラク）

### ドラマCD
- アルトネリコ2 世界に響く少女たちの創造詩 ドラマCD Vol.1 SIDE ルカ（ロイ）
- いちばんうしろの大魔王 VOL.1・2（三輪寛）
- 純愛特攻隊長! 1（香島瑞希）
- ジンキ・エクステンド〜リレイション〜（柊蒼旗）
- DUEL LOVE 恋する乙女は勝利の女神 オリジナルドラマCD 恋する王子は勝利のヘブン（立花智彦）
- レンタルマギカ（布留川幸弥）
- 蒼き雷霆ガンヴォルト 怠惰なる王国/Ⅲ（メラク）

### 吹き替え
- 還珠姫〜プリンセスのつくりかた〜（コタク）
- 超ゲーマー伝説 ぼくらの裏ワザ青春白書（フランクリン）

### ボイスオーバー
- 学校へ行こう!MAX
- スッキリ!!
- 世界の果てまでイッテQ!

### ラジオ
- プラス+プラス

### ラジオドラマ
- NHK-FMラジオドラマ 青春アドベンチャー『世界の終わりの魔法使い』（NHK-FM：2013年7月22日 - 26日、全5回[23]）
- 聖闘士星矢 スペシャルラジオドラマ 黄金十二宮特別編（アンドロメダ瞬）
- ラジオ・レンタルマギカ〜魔法使い、しゃべります! オリジナルドラマ
- 師匠シリーズ （言霊堂：2024年12月[24]- 2025年4月[25]）

### デジタルコミック
- VOMIC べしゃり暮らし（子安蒼太）

### 舞台
- 劇団大富豪特別公演「Cage.」（2010年3月24日 ‐ 28日、中野ザ・ポケット）
- こちらスーパーうさぎ帝国 第11回公演 『夢落ち』（2010年9月29日 - 10月3日、萬劇場） - 倉澤潤 役
- こちらスーパーうさぎ帝国 第12回公演『ハイカット!』（2011年2月23日 - 27日、萬劇場）
- WILD HALF〜奇跡の確率〜（2015年1月15日 - 18日、六行会ホール） - タケト 役
- 石井竜也コンサートツアー2018「-陣 JIN-」（2015年、明治座・新歌舞伎座 他） - 穂高出雲の声
- 朗読劇かんづめ リモート！vol.3（2021年11月27日、無観客配信公演）
- 朗読劇かんづめ なな缶目（2022年7月3日、光塾 COMMON CONTACT 並木町）
- 朗読劇かんづめ 11缶目（2025年3月22日・23日、光塾 COMMON CONTACT 並木町）

### 配信
- &CAST!!!アワー ラブバンケット! 金曜日（2018年9月 - 2020年3月）

### その他
- 声優チャット
- 田村ゆかり LOVE❤︎LIVE 2015 Winter *Lantana in the Moonlight*（花の妖精）
- 水曜日のダウンタウン（クロちゃんとしてのTwitter読み上げ[26]）
- 神酒ノ尊-ミキノミコト-（浦霞 [27]）
- 朗読劇配信 声劇「燈の守り人 ～明治開国編～」（藤倉見達）
- ボイスドラマ 燈の守り人～幻想夜話～（潮岬灯台[28]）
- ナレーション 燈の守り人 灯台音声ガイド 和歌山県串本町 潮岬灯台[28]
- ドラえもん&Fキャラオールスターズ ゆめの町、Fランド（セムール）[29]

## ディスコグラフィ

### キャラクターソング
| 発売日   | 商品名                            | 歌 | 楽曲                         | 備考                                                |
| 2016年   | 2016年                            | 2016年 | 2016年                       | 2016年                                              |
| -------- | --------------------------------- | --- | ---------------------------- | --------------------------------------------------- |
| 10月26日 | 刀剣乱舞-花丸- 歌詠集其の二       | 前田藤四郎（入江玲於奈）、薬研藤四郎（山下誠一郎）、五虎退（粕谷雄太）、秋田藤四郎（山谷祥生）、乱藤四郎（山本和臣）、平野藤四郎（浅利遼太）、厚藤四郎（山下大輝） | 「花の薫りは叶枝垂れ」       | テレビアニメ『刀剣乱舞-花丸-』エンディングテーマ    |
| 11月23日 | 刀剣乱舞-花丸- 歌詠集其の四       | 前田藤四郎（入江玲於奈）、鯰尾藤四郎（斉藤壮馬）、薬研藤四郎（山下誠一郎）、五虎退（粕谷雄太）、秋田藤四郎（山谷祥生）、乱藤四郎（山本和臣）、平野藤四郎（浅利遼太）、骨喰藤四郎（鈴木裕斗）、厚藤四郎（山下大輝）、博多藤四郎（大須賀純）、一期一振（田丸篤志）                                                                         | 「恋と浄土の八重桜」         | テレビアニメ『刀剣乱舞-花丸-』エンディングテーマ    |
| 12月7日  | 刀剣乱舞-花丸- 歌詠集其の五       | にっかり青江（間島淳司）と幽霊退治戦隊 | 「にっかり妖かし数え唄」     | テレビアニメ『刀剣乱舞-花丸-』エンディングテーマ    |
| 2017年   |                                   | |                              |                                                     |
| 12月6日  | 『刀剣乱舞-花丸-』歌詠全集        | 花丸刀剣男士一同 | 「花丸◎日和！47振りver.」    | 劇場アニメ『刀剣乱舞-花丸- 〜幕間回想録〜』主題歌   |
| 2018年   |                                   | |                              |                                                     |
| 1月24日  | 続『刀剣乱舞-花丸-』歌詠集 其の三 | 大和守安定（市来光弘）、加州清光（増田俊樹）、鯰尾藤四郎（斉藤壮馬）、歌仙兼定（石川界人）、宗三左文字（泰勇気）、薬研藤四郎（山下誠一郎）、燭台切光忠（佐藤拓也）、五虎退（粕谷雄太） | 「花丸印の日のもとで ver.3」 | テレビアニメ『続 刀剣乱舞-花丸-』オープニングテーマ |
| 2月21日  | 続『刀剣乱舞-花丸-』歌詠集 其の七 | 前田藤四郎（入江玲於奈）、鯰尾藤四郎（斉藤壮馬）、薬研藤四郎（山下誠一郎）、五虎退（粕谷雄太）、秋田藤四郎（山谷祥生）、乱藤四郎（山本和臣）、平野藤四郎（浅利遼太）、骨喰藤四郎（鈴木裕斗）、厚藤四郎（山下大輝）、博多藤四郎（大須賀純）、一期一振（田丸篤志）、後藤藤四郎（村田太志）、信濃藤四郎（小林裕介）、包丁藤四郎（宮田幸季） | 「鈴生り時にて」             | テレビアニメ『続 刀剣乱舞-花丸-』エンディングテーマ |

### ユニットメンバー
1. ↑  前田藤四郎（入江玲於奈）、鯰尾藤四郎（斉藤壮馬）、薬研藤四郎（山下誠一郎）、五虎退（粕谷雄太）、秋田藤四郎（山谷祥生）、乱藤四郎（山本和臣）、平野藤四郎（浅利遼太）、骨喰藤四郎（鈴木裕斗）、厚藤四郎（山下大輝）、博多藤四郎（大須賀純）
2. ↑  大和守安定（市来光弘）、加州清光（増田俊樹）、へし切長谷部（新垣樽助）、今剣（山下大輝）、前田藤四郎（入江玲於奈）、にっかり青江（間島淳司）、蜂須賀虎徹（興津和幸）、陸奥守吉行（濱健人）、鯰尾藤四郎（斉藤壮馬）、歌仙兼定（石川界人）、宗三左文字（泰勇気）、薬研藤四郎（山下誠一郎）、燭台切光忠（佐藤拓也）、五虎退（粕谷雄太）、山姥切国広（前野智昭）、獅子王（逢坂良太）、石切丸（高橋英則）、秋田藤四郎（山谷祥生）、乱藤四郎（山本和臣）、鳴狐（浅沼晋太郎）、愛染国俊（山下誠一郎）、同田貫正国（櫻井トオル）、鶴丸国永（斉藤壮馬）、平野藤四郎（浅利遼太）、骨喰藤四郎（鈴木裕斗）、厚藤四郎（山下大輝）、小夜左文字（村瀬歩）、鶯丸（柿原徹也）、堀川国広（榎木淳弥）、和泉守兼定（木村良平）、太郎太刀（泰勇気）、二郎太刀（宮下栄治）、大倶利伽羅（古川慎）、三日月宗近（鳥海浩輔）、博多藤四郎（大須賀純）、山伏国広（櫻井トオル）、御手杵（浜田賢二）、江雪左文字（佐藤拓也）、浦島虎徹（福島潤）、一期一振（田丸篤志）、蜻蛉切（櫻井トオル）、日本号（津田健次郎）、小狐丸（近藤隆）、岩融（宮下栄治）、蛍丸（井口祐一）、明石国行（浅利遼太）、長曽祢虎徹（新垣樽助）

### シリーズ一覧
1. ↑  1stシーズン（2014年 - 2016年）、2ndシーズン（2021年）、3rdシーズン（2021年 - 2022年）
2. ↑  第1期（2016年）、第2期『続 刀剣乱舞-花丸-』（2018年）
3. ↑  『中・高校生編」（2018年）、『続・高校生編』（2019年）
4. ↑  第3期（2018年）、第6期（2023年）
5. ↑  『クライマックスヒーローズ』、『W』（2009年）、『オーズ』（2010年）、『フォーゼ』（2011年）、『超クライマックスヒーローズ』（2012年）
6. ↑  『バトライド・ウォー』（2013年）、『Ⅱ』（2014年）、『創生』（2016年）
7. ↑  『蒼き雷霆 ガンヴォルト』（2014年）、『鎖環』（2022年） - アップデート追加キャラクター
8. ↑  『クライマックスファイターズ』（2017年）、『クライマックススクランブル ジオウ』（2018年）